# Ribeira do Meio
Ribeira do Meio é um curso de água português localizado no concelho de Santa Cruz das Flores,ilha das Flores, arquipélago dos Açores.
A Ribeira do Meio tem origem a uma cota de altitude de cerca de 500 metros nas imediações do Morro dos Frades e da Lomba da Vaca.
A sua bacia hidrográfica bastante extensa procede à drenagem de uma área apreciável que abrange parte do Morro dos Frades, da Lomba da Vaca da Tapada do Soares e do Pico da Casinda.
O seu curso de água é afluente da Ribeira do Cabo, onde se encontra com esta na Ribeira da Cruz, seguindo para o Oceano Atlântico, depois de passar próximo do Miradouro da Montosa. A foz da Ribeira da Cruz localiza-se entre a Fajã do Conde e a Ponta de Fernando Jorge.